# Liste der portugiesischen Botschafter auf den Philippinen
Die Liste der portugiesischen Botschafter auf den Philippinen listet die Botschafter der Republik Portugal auf den Philippinen auf. Die Länder unterhalten seit 1960 direkte diplomatische Beziehungen, die auf ihre ersten Beziehungen nach der Ankunft der Portugiesischen Entdeckungsreisenden Anfang des 16. Jahrhunderts zurückgehen.
Im Jahr 1960 akkreditierte sich der erste portugiesische Botschafter in der philippinischen Hauptstadt Manila. Portugals Botschaft dort wurde 1981 geschlossen, der portugiesische Botschafter in Südkorea war danach für die Philippinen zuständig und wurde dazu in Manila zweitakkreditiert. 1996 wurde die Botschaft in Manila wiedereröffnet, bis zur erneuten Schließung im Jahr 2012. Seither gehören die Philippinen zum Amtsbezirk des portugiesischen Botschafters in Indonesien, der sich  (Stand 2019).
In Manila und in Cebu-Stadt bestehen portugiesische Honorarkonsulate.

## Missionschefs
| Name                                           | Bild        | Amtszeit                              | Anmerkungen                                                              |
| Philippinen                                    | Philippinen | Philippinen                           | Philippinen                                                              |
| ---------------------------------------------- | ----------- | ------------------------------------- | ------------------------------------------------------------------------ |
| Manuel Nunes da Silva                          |             | 19. März 1960 –11. Februar 1963       | Botschafter mit Amtssitz Manila, am 24. März 1960 akkreditiert           |
| Fernando Manuel Ferreira Lobão de Carvalho     |             | 21. Juni 1963 –23. April 1965         | Botschafter mit Amtssitz Manila, am 3. Juli 1963 akkreditiert            |
| António Luís Magalhães de Abreu Novais Machado |             | 1. Juni 1965 –31. August 1968         | Botschafter mit Amtssitz Manila, am 9. Juni 1965 akkreditiert            |
| Júlio Menino Salcedas                          |             | 3. November 1968 –8. Mai 1972         | Botschafter mit Amtssitz Manila, am 15. November 1968 akkreditiert       |
| Frederico José de Sousa Teixeira de Sampaio    |             | 28. September 1972 –14. April 1976    | Botschafter mit Amtssitz Manila, am 23. Oktober 1972 akkreditiert        |
| Pedro Martim da Cunha Veiga Madeira de Andrade |             | ab 1981                               | Botschafter mit Amtssitz Seoul, am 20. März 1981 in Manila akkreditiert  |
| Francisco Manuel Baltazar Moita                |             | ab 1982                               | Botschafter mit Amtssitz Seoul, am 5. Mai 1982 in Manila akkreditiert    |
| José Eduardo Melo Gouveia                      |             | ab 1989                               | Botschafter mit Amtssitz Seoul, am 29. März 1989 in Manila akkreditiert  |
| Manuel Gervásio Martins de Almeida Leite       |             | ab 1994                               | Botschafter mit Amtssitz Seoul, am 20. April 1994 in Manila akkreditiert |
| João Henrique Brito Câmara                     |             | 16. Dezember 1996 –9. Februar 2001    | Botschafter mit Amtssitz Manila, am 11. Februar 1997 akkreditiert        |
| João José Gomes Caetano da Silva               |             | 12. September 2001 –28. November 2006 | Botschafter mit Amtssitz Manila                                          |
| Carlos Manuel Leitão Frota                     |             | 18. Januar 2010 –2. Juni 2012         | Botschafter mit Amtssitz Manila                                          |
| Joaquim Alberto de Sousa Moreira de Lemos      |             | 3. Juli 2013 –26. August 2016         | Botschafter mit Amtssitz Jakarta                                         |
| Rui Fernando Sucena do Carmo                   |             | seit 14. Juni 2017                    | Botschafter mit Amtssitz Jakarta                                         |